# Götz Aly
Götz Haydar Aly, född 3 maj 1947 i Heidelberg, är en tysk historiker och journalist. Aly har som journalist och historiker haft sin tyngdpunkter kring eutanasi, förintelsen och Nazitysklands näringspolitik.

## Biografi
Alys släkt härstammar från Friedrich Aly som var Kammertürke vid det preussiska hovet i Berlin från 1886. Aly studerade journalistisk vid Deutsche Journalistenschule i München och från 1968 historia och statsvetenskap vid Freie Universität i Berlin. Han började arbeta 1973 vid ett ungdomshem i Spandau i Berlin men avstängdes från sin tjänst under ett år 1976 som en följd av Radikalenerlass. Han var senare som journalist en av de första medarbetarna på taz. 1997-2001 var han redaktör vid Berliner Zeitung och skrev för Frankfurter Allgemeine Zeitung. 1994 habiliterade han sig vid Otto-Suhr-Institut på Freie Universität. 2004-2006 innehade han en gästprofessur vid Fritz Bauer Institut i Frankfurt am Main. 
Alys vetenskapliga arbete har kretsat främst kring förintelsens historia, där han forskat utanför etablerade forskningtemata. Hans arbeten har ofta vållat stor vetenskaplig debatt, till exempel hans 1991 tillsammans med Susanne Heim publicerades bok  Vordenker der Vernichtung. Nya debatter uppkom under 2005 med Alys verk Hitlers Volksstaat  där Aly menar att naziregimen hade en acceptans hos den tyska befolkningen genom dess sociala förmåner. 
I mars 2008 kom hans bok Unser Kampf där Aly jämför den västtyska 68-vänstern med dess nazistiska föräldrageneration som den ansåg sig gå emot. Aly pekar på likheterna: antiborgerlighet, beredskapen att ta till våld, antiamerikanism, latent antisemitism, föraktet för liberalism och demokrati och dess antiindividualism.

### Fotnoter
1. ↑  filmportal.de, Filmportal-ID: 5e92371774dd4769a7af99790b28a808, läst: 9 oktober 2017.[källa från Wikidata]
2. ↑  Brockhaus Enzyklopädie, Brockhaus Enzyklopädie-ID: aly-götz-haydar.[källa från Wikidata]
3. ↑  Munzinger Personen, Munzinger person-ID: 00000024525, läst: 9 oktober 2017.[källa från Wikidata]
4. ↑  Gemeinsame Normdatei, läst: 10 december 2014.[källa från Wikidata]
5. 1 2 3 4 5  Katalog der Deutschen Nationalbibliothek, Deutsche Nationalbibliotheks katalog-id-nummer: 115766065, läst: 11 augusti 2024.[källa från Wikidata]
6. ↑  Tjeckiska nationalbibliotekets databas, NKC-ID: jo20201084688, läst: 19 december 2022.[källa från Wikidata]
7. ↑  läs online, www.adk.de , läst: 12 september 2015.[källa från Wikidata]
8. ↑  läs online, The New York Times .[källa från Wikidata]
9. ↑  Götz Aly, 2008: Unser Kampf. 1968., Fischer-Verlag, Frankfurt
10. ↑  "Unser kampf. 1968", referat av Svante Weyler, Sydsvenskan, 28 mars 2008